# T30重型坦克
T30重型坦克（英語：T30 Heavy Tank）是美国於第二次世界大戰期間的一項坦克計畫，開發目的係为对抗虎式戰車、虎王戰車與猎虎式驱逐战车等德军新式坦克以及以IS重型坦克為首的苏军坦克；其与T29重型坦克屬共生項目。

## 发展史
四个实验性重型坦克计划于1944年被提出——两辆装备有105毫米火炮的T29重型坦克和两辆装备有155毫米火炮的T30重型坦克。而T30重型坦克的实验性模型于1945年4月开始建造，并于1947年交付。除去为了适应不同引擎而做的调整之外，T30的车体与T29重型坦克完全相同。T30所配備的155毫米主炮採用裝藥與炮彈分離的裝填模式，同時也是美军戰車所裝備的最大口徑火炮之一。为了能够容納主炮巨大的炮座與裝填手，炮塔设计得十分高大。同时，装填手有半自动装弹机的帮助，尽管这样会使該炮仅能在固定的炮管角度下装填。T30重型坦克可以携带34发穿甲弹（AP）或者榴弹（HE）

## 变种
```
T30E1
，拥有自动装弹机实验模型。炮的后膛进入指定位置，装填炮弹与装药，之后会让火炮返回最初的位置。 一个附加的舱门被安装在炮塔后部用于自动丢弃空弹壳。
[
7
]
```

T30炮弹的重量是43（95磅） 装药为18（40磅）, 一整套总共是 61（134磅），这让手动装填保持一分钟两发的开火速度变得困难。
另一种变种是T30E2。

### T34重型坦克
T30重型坦克的最终变种构想是安装由120mm防空火炮改装的120mm T53火炮的T34重型坦克, 仅有两辆原型车，一辆改装自T29重型坦克实验模型，一辆改装自T30重型坦克实验模型 。不过，虽然战争的结束使得这些坦克停止更远的发展，但是从T34重型坦克上面获得的经验被應用在後來的M103重型坦克上。

## 现存的坦克
现存的两辆坦克在肯塔基州诺克斯堡地区。一辆在密歇根州沃伦的底特律兵工厂（Detroit Arsenal）。另一辆在南卡罗来纳州杰克逊堡。